# Progetto Manhattan

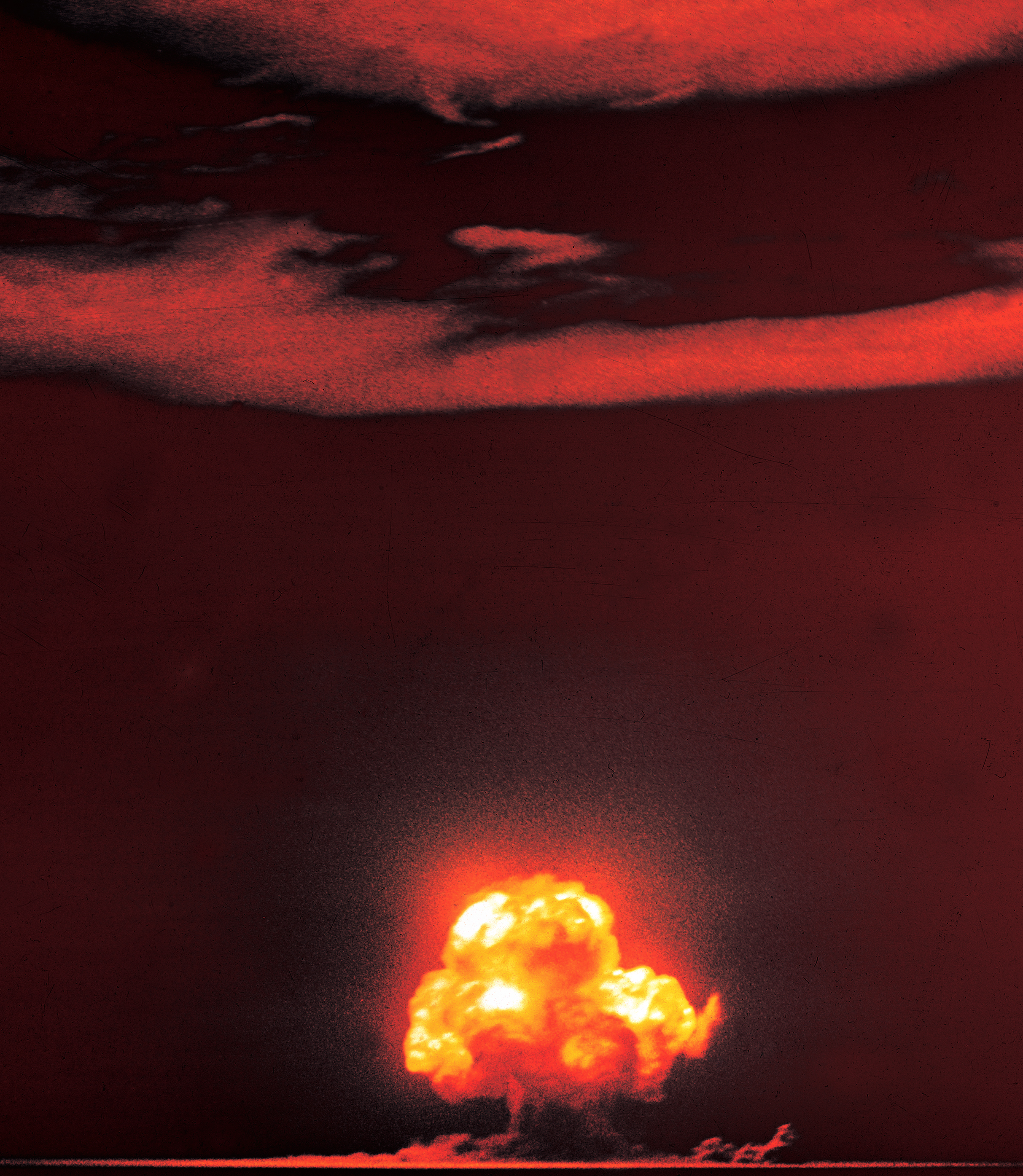
Il Progetto Manhattan sviluppò il primo ordigno nucleare della storia. Nella foto, la sua esplosione durante il Trinity test.

Il Progetto Manhattan è stato un programma di ricerca e sviluppo in ambito militare che portò alla realizzazione delle prime bombe atomiche durante la seconda guerra mondiale. Fu condotto dagli Stati Uniti d'America con il sostegno di Regno Unito e Canada. Dal 1942 al 1946 il programma fu diretto dal generale del corpo del Genio militare degli Stati Uniti Leslie Groves.
Nel tempo il progetto assorbì l'analogo britannico Tube Alloys. Il progetto Manhattan iniziò con poche risorse nel 1939 ma crebbe fino ad occupare più di 130 000 persone e costò quasi 2 miliardi di dollari americani (27 miliardi di dollari attuali). Oltre il 90% dei costi fu impiegato per costruire edifici e produrre materiale fissile, con solo il 10% impiegato per lo sviluppo e la produzione di armi. L'attività di ricerca e produzione ebbe luogo in più di 30 zone diverse tra Stati Uniti, Regno Unito e Canada.
Il Progetto Manhattan includeva attività di intelligence sul programma nucleare militare tedesco. Il personale del Progetto Manhattan, nell'ambito dell'operazione Alsos, fu inviato in Europa, talvolta oltre le linee nemiche, dove raccolse materiale e documenti del programma tedesco oltre che arruolare scienziati tedeschi. La componente militare del progetto fu chiamata Manhattan District, in sostituzione del nome in codice ufficiale Development of Substitute Materials.
Malgrado le precauzioni prese per tenere segreto il Progetto Manhattan, le spie sovietiche vennero a conoscenza delle operazioni condotte dal governo statunitense per la costruzione della bomba atomica.

## Storia

### La ricerca sull'energia nucleare e la lettera a Roosevelt
Nel 1919 il fisico neozelandese Ernest Rutherford, nell'ambito della ricerca sull'atomo in corso dall'inizio del XX secolo soprattutto nelle università di Cambridge, Gottinga e Copenaghen, aveva eseguito con successo il primo rivoluzionario esperimento di quella che egli definì "disintegrazione dell'atomo"; questo fenomeno, sulla base dei calcoli teorici eseguiti con le celebri formule della relatività di Albert Einstein, sembrava poter liberare una enorme quantità di energia. La ricerca dei fisici mondiali, largamente autonoma ma interconnessa per la costante circolazione delle idee tra di essi, proseguì negli anni Venti con gli studi del danese Niels Bohr e del tedesco Werner Karl Heisenberg sulla nuova meccanica quantistica, in grado di prevedere il comportamento delle particelle subatomiche.

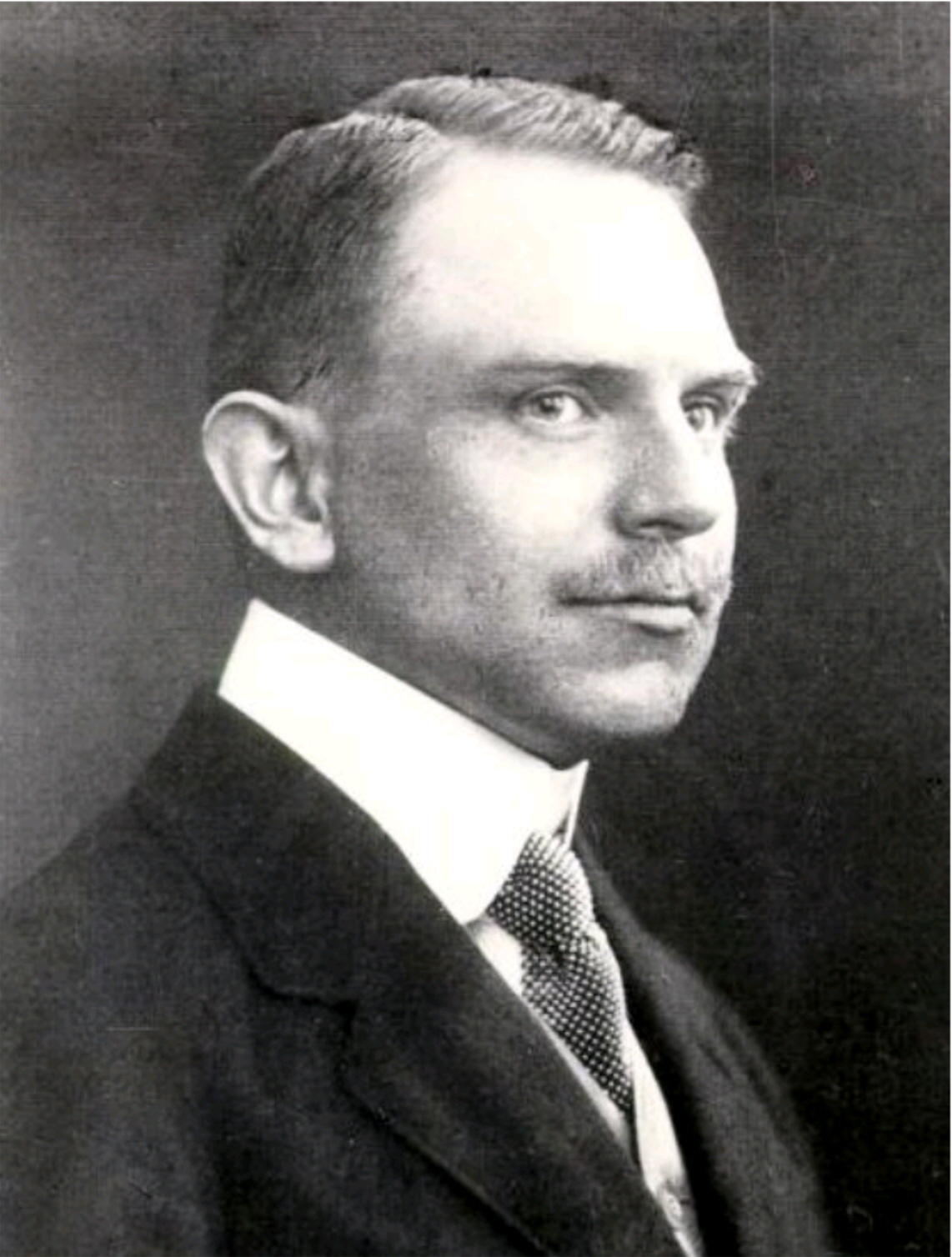
Il chimico tedesco Otto Hahn nel 1938 per la prima volta descrisse, insieme a Fritz Strassmann, la fissione nucleare dell'uranio.

Dall'inizio degli anni trenta la ricerca teorica dei fisici mondiali produsse continue e sensazionali scoperte; nel 1932 il britannico James Chadwick dimostrò l'esistenza del neutrone, nel 1934 l'italiano Enrico Fermi descrisse la formazione di isotopi attraverso il bombardamento dell'atomo con neutroni; nel 1938 i tedeschi Otto Hahn e Fritz Strassmann riprodussero il fenomeno che essi denominarono fissione nucleare e Lise Meitner e Otto Frisch analizzarono meglio il fenomeno, in particolare sull'uranio, affermando che questo elemento, essendo particolarmente instabile, fosse facilmente divisibile, provocando la liberazione di una quantità enorme di energia.
Gli esperimenti sulla fissione nucleare furono riprodotti sperimentalmente in molti laboratori alla fine degli anni trenta, sia in Europa che negli Stati Uniti, dove, all'Università di Berkeley, era già stato costruito, su progetto del fisico Ernest Orlando Lawrence all'inizio del decennio, il primo acceleratore di particelle, denominato ciclotrone. Un momento decisivo della ricerca nucleare era, in realtà, già stato raggiunto nel 1933, quando per la prima volta il fisico ebreo ungherese fuoriuscito, Leó Szilárd, residente in Gran Bretagna, aveva formulato la teoria di una possibile reazione a catena di fissioni nucleari in grado di autosostenersi.
Szilárd non era solo un brillante fisico teorico, ma comprendeva anche le possibili implicazioni globali dei risultati della ricerca scientifica; egli nel 1938 era particolarmente allarmato dalla possibile applicazione degli studi sulla fissione nucleare nel campo delle armi e della guerra, quindi, insieme ad altri due eccellenti fisici ebrei ungheresi fuoriusciti, Edward Teller e Eugene Wigner, temeva che la Germania nazista potesse sfruttare le scoperte dei suoi preparatissimi scienziati per costruire una nuova "super-bomba" sfruttando l'energia nucleare.
Inizialmente i tre scienziati di origine ungherese si preoccuparono della possibilità che i tedeschi ottenessero l'uranio per la fissione dalle miniere del Congo belga e quindi decisero di parlare con Albert Einstein, il fisico più autorevole e famoso del mondo, per convincerlo a scrivere una lettera alla regina del Belgio, che egli conosceva personalmente, per invitarla a non vendere l'uranio alla Germania nazista. Il 16 luglio 1939 Szilárd e Wigner si recarono sull'isola di Long Island e incontrarono Einstein, che approvò subito la loro richiesta e dettò una sua lettera, trascritta in tedesco da Wigner, indirizzata all'ambasciatore belga negli Stati Uniti.
L'intervento dell'economista Alexander Sachs, che era stato informato da un amico di Szilárd delle intenzioni dei tre scienziati ungheresi, cambiò completamente la situazione: Sachs si incontrò con Szilárd e affermò che la cosa più opportuna da fare era informare il presidente Franklin Delano Roosevelt, che egli conosceva personalmente e a cui avrebbe consegnato direttamente la lettera di Einstein. Edward Teller si accordò con Sachs e quindi Szilárd preparò in tedesco una lettera a Roosevelt sulla base del testo iniziale di Einstein, spedendola poi per l'approvazione a Long Island. Il 30 luglio 1939 Einstein, Teller e Szilárd si incontrarono di nuovo e compilarono una nuova versione della lettera; alcuni giorni dopo Szilárd rielaborò il testo insieme a Sachs, inviando ad Einstein una versione "breve" e una versione "lunga" della lettera al presidente. Il fisico tedesco approvò la versione "lunga" della lettera che poi Szilárd inviò a Sachs il 15 agosto 1939.
Sachs intendeva leggere personalmente la lettera a Roosevelt per suscitare maggiormente la sua attenzione, ma, a causa delle vicende politiche internazionali dominate dall'inizio della guerra in Europa il 1º settembre 1939, non gli fu possibile vedere subito il presidente. Nonostante lo scetticismo di Szilárd e Wigner per i continui rinvii di Sachs, questi finalmente incontrò Roosevelt l'11 ottobre 1939 e gli lesse una sua rielaborazione sintetica della lettera di Einstein e Szilárd. Sachs fu particolarmente convincente e il presidente comprese che si trattava "di fare in modo che i nazisti non facciano saltare in aria noi"; Roosevelt decise di costituire un primo comitato sotto la direzione del capo del National Bureau of Standards Lyman Briggs.

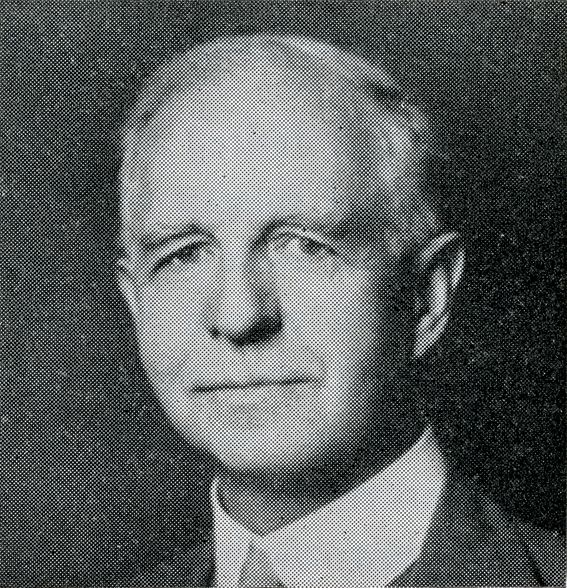
Lyman James Briggs fu il primo direttore del "Comitato consultivo per l'uranio".

Briggs tenne la prima riunione del nuovo "Comitato consultivo per l'uranio" il 21 ottobre 1939 a Washington, nella sede del dipartimento del commercio; vi presero parte nove persone, tra cui, oltre a Briggs, Szilárd, Wigner e Teller, Sachs e i rappresentanti militari, il tenente colonnello Adamson, dell'U.S. Army, e il comandante Hoover, della U.S. Navy. Szilárd iniziò la discussione affermando che c'era la possibilità di costruire una bomba all'uranio mediante una reazione a catena con una potenza distruttiva equivalente a quella di 20.000 tonnellate di esplosivo convenzionale, ma il tenente colonnello Adamson intervenne manifestando con sarcasmo il suo scetticismo. Dopo alcuni interventi teorici che evidenziarono le difficoltà scientifiche ancora da superare, Briggs e Sachs difesero la ricerca dei fisici ungheresi e sottolinearono soprattutto le sue implicazioni potenzialmente decisive per la difesa degli Stati Uniti. A questo punto intervenne Teller che sostenne le tesi di Szilárd e richiese, su esplicita domanda del comandante Hoover, 6.000 dollari per "comprare la grafite"; seguì un nuovo intervento polemico del tenente colonnello Adamson che sminuì l'importanza delle "nuove armi" che, a suo parere, non vincevano le guerre. Dopo un duro scontro con Wigner, alla fine Adamson appoggiò la richiesta di denaro per continuare la ricerca.
Il 1º novembre 1939 il Comitato consultivo per l'uranio compilò un primo rapporto che venne inviato al presidente Roosevelt che lo lesse il 17 novembre; il documento affermava che la ricerca sulla "reazione a catena" poteva essere utile come fonte di energia per i sottomarini e forse anche come "possibile fonte di bombe" più distruttive di "qualsiasi cosa oggi conosciuta"; il comitato richiedeva adeguati finanziamenti per "un'accurata ricerca". Il presidente Roosevelt apparve interessato e inserì il documento nel suo schedario personale ma per il momento non prese alcun'altra iniziativa concreta.

### Gli inizi del programma atomico statunitense
I mesi successivi alla prima riunione del Comitato consultivo sull'uranio furono particolarmente deludenti per Szilárd e i fisici ungheresi; non si ebbero nuove notizie durante l'inverno e solo a febbraio 1940 l'aiutante militare del presidente Roosevelt convocò Briggs da cui seppe che al momento si era ancora in attesa dei risultati delle ricerche di Fermi, finanziate con i 6.000 dollari iniziali, sulla funzione della grafite come "assorbitore" di neutroni. Szilárd era sempre più preoccupato; mentre completava un suo studio teorico sulle "reazioni a catena divergenti", era venuto a conoscenza del lavoro su esperimenti con uranio e acqua del gruppo francese dei coniugi Frederic Joliot e Irene Curie soprattutto di ricerche segrete sull'uranio svolte dai tedeschi all'Istituto Kaiser Wilhelm. Egli quindi decise nuovamente di consultare Einstein, e i due fisici scrissero una nuova lettera indirizzata a Sachs che a sua volta cercò ripetutamente di contattare Roosevelt, il quale il 5 aprile 1940 rispose a Sachs confermando la fiducia in Briggs e convocando una nuova riunione del Comitato per l'uranio per il 27 aprile.

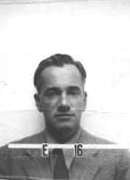
Otto Frisch che con Rudolf Peierls, per primi affermarono e dimostrarono scientificamente la possibilità di una "super-bomba".

La seconda riunione del "Comitato per l'uranio" guidato da Briggs fu ancor più deludente della prima; in questa occasione vennero presentati i risultati dei lavori sull'uranio intrapresi da varie università americane che sembravano escludere la possibilità di una reazione a catena esplosiva utilizzando i neutroni lenti sull'uranio naturale o sull'isotopo Uranio-238; inoltre, i calcoli sulla massa critica necessaria, sviluppati da Teller, facevano supporre la necessità di una quantità di uranio enorme, dell'ordine di alcune decine di tonnellate che avrebbe reso praticamente impraticabile la costruzione di ordigni bellici funzionali e utilizzabili. Già in precedenza scienziati europei avevano ugualmente cercato di calcolare la massa critica necessaria e il francese Francis Perrin aveva creato una formula matematica con la quale aveva calcolato la necessità di 44 tonnellate di uranio.
In realtà, quasi contemporaneamente due fisici (uno austriaco e uno tedesco) emigrati in Gran Bretagna erano giunti a conclusioni completamente diverse che avrebbero segnato un passo decisivo verso la costruzione della bomba atomica; Otto Frisch e Rudolf Peierls, infatti, in un primo tempo dimostrarono la possibilità di ottenere con facilità la separazione dei vari isotopi dell'uranio mediante il metodo della termodiffusione gassosa; quindi ipotizzarono la possibilità di una reazione a catena esplosiva utilizzando i neutroni veloci e l'isotopo Uranio-235, calcolarono la massa critica con questo isotopo e giunsero alla sorprendente conclusione che in questo caso per innescare la reazione a catena sarebbe stata sufficiente una quantità di Uranio-235 di mezzo chilo o un chilo; infine, Peierls calcolò che la reazione a catena si sarebbe sviluppata in tempi rapidissimi provocando effetti esplosivi straordinari. I due fisici riportarono le loro conclusioni in due documenti che, oltre ad illustrare le scoperte sulla massa critica e sulla reazione a catena, analizzavano anche l'importanza politico-militare di una "super-bomba" nel contesto della guerra mondiale in corso. Le relazioni di Frisch e Peierls furono inviate, nel febbraio 1940, a Henry Tizard, il presidente del Comitato britannico di "supervisione scientifica", che coordinava l'applicazione della scienza alla guerra.
Alla Columbia University il fisico Enrico Fermi costruì un prototipo di reattore nucleare, usando varie configurazioni di grafite e uranio. Vannevar Bush, direttore della Carnegie Institution di Washington, organizzò il National Defense Research Committee nel 1940, per mobilizzare le risorse scientifiche degli Stati Uniti in supporto allo sforzo bellico.
Vennero creati nuovi laboratori, compresi il Radiation Laboratory del Massachusetts Institute of Technology (MIT), che aiutò nello sviluppo del radar, e l'Underwater Sound Laboratory di San Diego, che sviluppò il sonar. Anche il National Defense Research Council (NDRC) si occupò del Progetto uranio quando venne presentato il programma di ricerca di Briggs. Nel 1940, Bush e Roosevelt crearono l'Office of Scientific Research and Development per ampliare questi sforzi.
Il Progetto uranio non aveva ancora fatto molti progressi nell'estate del 1941, quando giunse voce delle ricerche in Gran Bretagna di Otto Frisch e Fritz Peierls. La National Academy of Science propose uno sforzo colossale per costruire armi atomiche e Roosevelt creò un comitato speciale, il comitato S-1, per dirigere questo sforzo.
Ancor prima che fosse presa questa decisione, i giapponesi bombardarono Pearl Harbor il 7 dicembre 1941 e gli Stati Uniti entrarono in guerra. Ai Metallurgical Laboratory (nome di copertura) dell'Università di Chicago, ai Radiation Laboratory dell'Università della California e nel dipartimento di fisica della Columbia University, gli sforzi per preparare il materiale fissile (uranio o plutonio) per una bomba vennero accelerati.
L'uranio-235 doveva essere separato dalla restante matrice metallica dell'uranio naturale, costituita essenzialmente da uranio-238 non fissile. Ciò era indispensabile per costruire la bomba all'uranio, mentre altri test avevano mostrato che l'elemento artificiale plutonio-239 era ottenibile per irraggiamento neutronico dell'uranio durante il funzionamento della pila di Fermi. A partire dal 1942, grossi impianti vennero costruiti all'Oak Ridge National Laboratory (Site X) in Tennessee e all'Hanford Site (Site W) nello Stato di Washington, per produrre questi materiali.
Quando gli Stati Uniti entrarono nella Seconda Guerra Mondiale, nel dicembre 1941, diversi progetti erano già in corso, per investigare la separazione dell'uranio-235 fissionabile dall'uranio-238, la produzione del plutonio e la fattibilità delle pile nucleari e delle esplosioni.

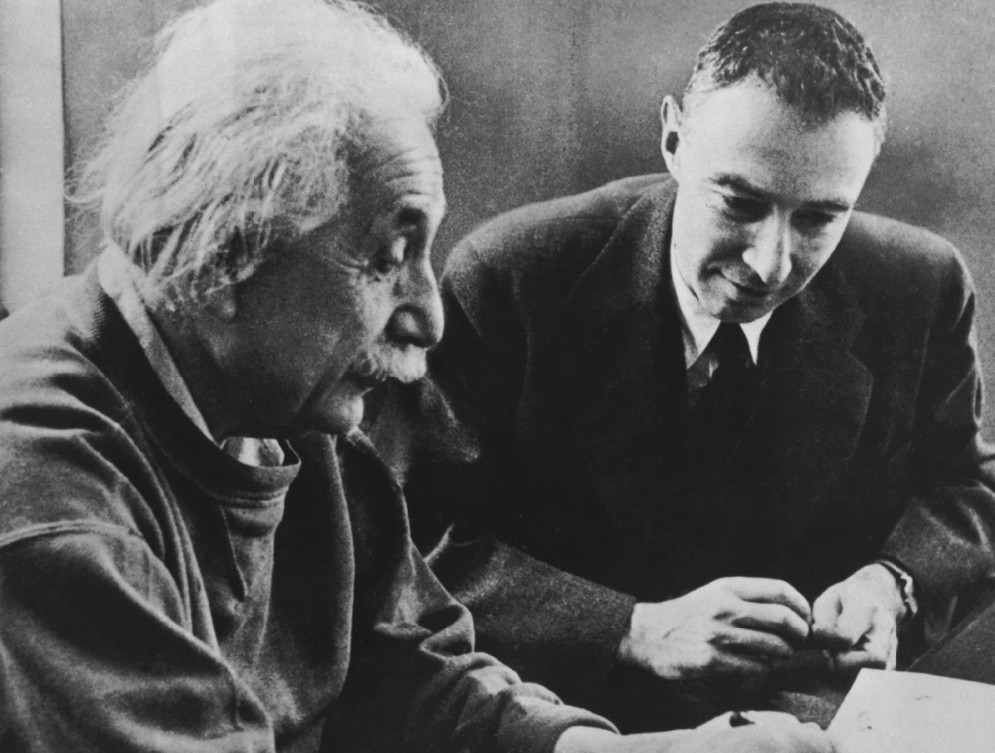
Einstein (a sinistra) e Oppenheimer (a destra).

Il fisico e Premio Nobel Arthur Compton organizzò il Metallurgical Laboratory dell'Università di Chicago all'inizio del 1942 per studiare il plutonio e le pile a fissione. Compton chiese al fisico teorico Robert Oppenheimer, dell'Università della California, di studiare la fattibilità di un'arma atomica.
Nella primavera del 1942, Oppenheimer e Robert Serber, dell'Università dell'Illinois, lavorarono sul problema della diffusione di neutroni (come i neutroni si muovono in una reazione a catena) e sull'idrodinamica (come l'esplosione prodotta dalla reazione a catena potrebbe comportarsi).
Per rivedere questo lavoro e la teoria generale delle reazioni di fissione, Oppenheimer riunì una sessione estiva all'Università della California nel giugno 1942. I teorici Hans Bethe, John Van Vleck, Edward Teller, Felix Bloch, Richard Chace Tolman ed Emil Konopinski conclusero che una bomba a fissione era fattibile.
Gli scienziati suggerirono che tale reazione venisse iniziata assemblando una massa critica (una quantità di esplosivo nucleare che potesse sostenerla); ciò era realizzabile in due modi diversi: sparando una contro l'altra due masse sotto-critiche di plutonio o uranio-235, oppure facendo implodere una sfera cava composta da questi materiali ricoperti di esplosivo ad alto potenziale. In mancanza di migliori dati sperimentali, questo era tutto ciò che si poteva fare. Teller vide un'altra possibilità: circondando una bomba a fissione con deuterio e trizio, era possibile costruire una "super-bomba" molto più potente. Questo concetto si basava su studi della produzione di energia nelle stelle fatti da Bethe nel 1938.
Quando l'onda prodotta dalla detonazione della bomba a fissione si muove attraverso una miscela di nuclei di deuterio e trizio, questi si fondono assieme producendo più energia di quella della fissione, in un processo di fusione termonucleare, esattamente come gli elementi fusi nel sole producono calore e luce. Bethe era scettico, e quando Teller spinse per la sua "super-bomba" proponendo schema dopo schema, Bethe li rigettò tutti.
Quando Teller sollevò la possibilità che una bomba atomica potesse incendiare l'atmosfera, comunque, egli instillò una preoccupazione che non si estinse completamente fino al Trinity test, anche se Bethe mostrò, teoricamente, che non poteva succedere. La conferenza estiva, i risultati della quale furono riassunti da Serber nel "The Los Alamos Primer" (LA-1), fornì le basi teoriche per la costruzione della bomba atomica, che sarebbe diventato il compito principale a Los Alamos durante la guerra, e l'idea della bomba H, che sarebbe stata perseguita nei laboratori del dopoguerra.
Una questione cruciale rimase in sospeso, circa le proprietà dei neutroni veloci. John Henry Manley, un fisico dei Metallurgical Laboratory, venne incaricato di aiutare Oppenheimer a trovare risposte a queste questioni, coordinando diversi gruppi di fisica sperimentale sparsi per tutta la nazione.
Le misurazioni delle interazioni di neutroni veloci con i materiali di una bomba sono essenziali perché il numero di neutroni prodotti nella fissione dell'uranio e del plutonio devono essere noti, poiché la sostanza che circonda il materiale nucleare deve avere la capacità di riflettere o spargere i neutroni dentro alla reazione a catena prima dell'esplosione per poter aumentare l'energia prodotta. Quindi le proprietà di diffusione dei neutroni, dei materiali, dovettero essere misurate per trovare i migliori riflettenti.
Stimare il potere esplosivo richiede conoscenza di molte proprietà nucleari, compresa la "sezione d'urto" (una misura della probabilità dell'incontro tra particelle che risulti in uno specifico effetto) per i processi nucleari dei neutroni nell'uranio e in altri elementi. I neutroni veloci possono essere prodotti solo negli acceleratori di particelle, che erano ancora strumenti relativamente poco diffusi nei dipartimenti di fisica del 1942.
Il bisogno di un miglior coordinamento era chiaro. Nel settembre 1942, le difficoltà connesse con la conduzione di studi preliminari sulle armi atomiche in università sparse per tutti gli Stati Uniti, indicarono il bisogno di un laboratorio dedicato unicamente a quello scopo. Tale bisogno era però oscurato dalla richiesta di impianti di produzione per l'uranio-235 e il plutonio, i materiali fissili che avrebbero fornito l'esplosivo nucleare.
Vannevar Bush, il capo dell'Office of Scientific Research and Development (OSRD), chiese al presidente Franklin Roosevelt di assegnare ai militari le operazioni su larga scala connesse con il rapido evolversi del Progetto uranio. Roosevelt decise che l'esercito lavorasse con l'OSRD nella costruzione degli impianti di produzione. Il genio militare scelse il colonnello James C. Marshall per supervisionare la costruzione degli impianti per la separazione degli isotopi di uranio e la produzione di plutonio per la bomba.
Gli scienziati dell'OSRD esplorarono diversi metodi di produzione del plutonio e di separazione dell'uranio-235 dall'uranio naturale ma nessuno di questi era pronto per la produzione (ne erano state preparate solo quantità microscopiche). Solo un metodo, la separazione elettromagnetica, sviluppato da Ernest Orlando Lawrence ai Radiation Laboratory di Berkeley, sembrava promettente per la produzione su larga scala.
Ma gli scienziati non potevano smettere di studiare altri metodi potenziali di produzione del materiale fissionabile, poiché era molto costoso e perché non ci si poteva attendere che solo con questo si potesse produrre abbastanza materiale prima della fine della guerra. Marshall e il suo delegato, colonnello Kenneth Nichols, dovettero lottare per comprendere il processo e gli scienziati con cui dovevano lavorare.
Scagliati all'improvviso nel nuovo campo della fisica nucleare, si sentirono incapaci di distinguere tra preferenze tecniche e personali. Anche se decisero che un sito vicino a Knoxville, Tennessee, sarebbe stato adatto per il primo impianto di produzione, non sapevano quanto grande dovesse essere il sito e quindi rinunciarono all'acquisizione. Ma c'erano anche altri problemi.
A causa della sua natura sperimentale, il lavoro sull'arma atomica, infatti, non poteva competere per l'assegnazione di un'alta priorità con altri più urgenti compiti dell'esercito. Inoltre la scelta delle mansioni per gli scienziati e della costruzione degli impianti di produzione erano spesso ritardati dall'incapacità di Marshall di recuperare materiali critici, come l'acciaio, che erano necessari anche per altre produzioni militari.
Anche la scelta del nome per il nuovo programma di armamento nucleare dell'esercito fu difficile. Il titolo scelto dal generale Brehon Somervell, "Sviluppo di materiali sostitutivi", era difatti discutibile poiché sembrava rivelare troppo.

### Il "distretto Manhattan"

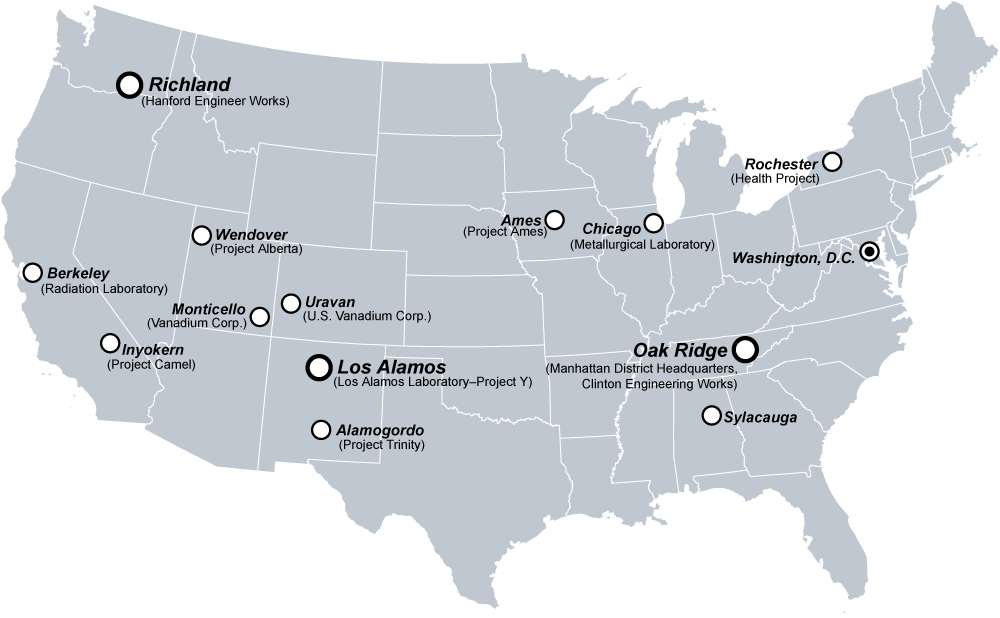
Alcuni dei più importanti siti del Progetto Manhattan sul territorio degli Stati Uniti.

Nell'estate 1942, il colonnello Leslie Groves era delegato al comando delle costruzioni per il genio dell'esercito americano e aveva supervisionato la costruzione del Pentagono, il più grande palazzo di uffici del mondo. Sperando in un comando oltremare, Groves obiettò quando Somervell lo incaricò di prendere il controllo del Progetto uranio. Le sue obiezioni vennero rigettate e Groves si rassegnò a guidare un programma che riteneva avesse poche probabilità di successo.

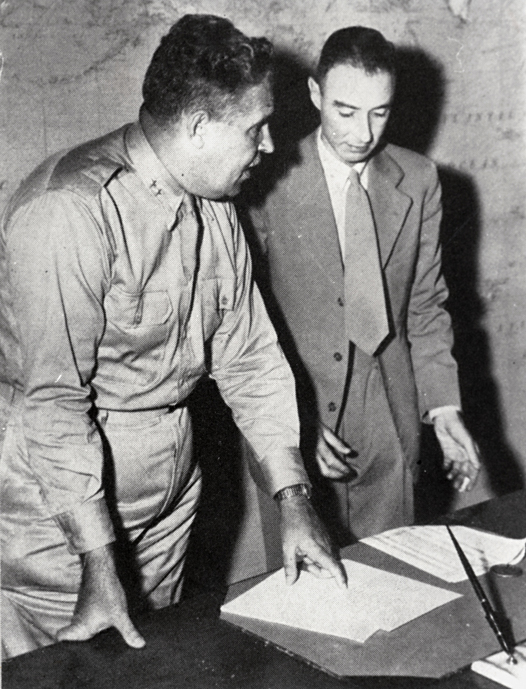
Il Generale Leslie Groves (a sinistra) venne nominato comandante militare del Progetto Manhattan, mentre Robert Oppenheimer (a destra) direttore scientifico.

La prima cosa che fece fu ribattezzare il programma come Il distretto Manhattan. Il nome deriva dall'abitudine del genio di nominare i distretti in base alla città che ospita il quartier generale (e il quartier generale di Marshall era nell'isola di Manhattan a New York). Al tempo stesso, Groves venne promosso a brigadiere generale, il che gli diede un grado che si pensava fosse necessario per trattare con i più anziani scienziati coinvolti. Nel giro di una settimana dalla sua nomina, Groves aveva risolto i problemi più urgenti del Progetto Manhattan. Questo modo di agire valido ed efficace divenne anche troppo familiare per gli scienziati atomici.
Il primo grande ostacolo scientifico del Progetto Manhattan venne risolto il 2 dicembre 1942 alle 14:20 ora locale sotto le gradinate dello stadio del campus dell'Università di Chicago. Lì un gruppo guidato da Enrico Fermi iniziò la prima reazione nucleare a catena auto-alimentata (Chicago Pile-1). Un messaggio in codice ("Il navigatore italiano è giunto nel nuovo mondo") fu inviato al presidente Roosevelt per avvisarlo che l'esperimento aveva avuto successo. La messa in funzione della Chicago Pile 1 è da tutti considerata come il momento in cui è iniziata l'era dello sfruttamento dell'energia nucleare.

## Generalità
Nato nel 1939 come progetto di ricerca, il Progetto Manhattan mutò nel 1942 i propri obiettivi e crebbe fino a occupare più di 130 000 persone, costando alla fine oltre 2 miliardi di dollari dell'epoca (39 miliardi di dollari del 2022).
La direzione scientifica fu affidata al fisico J. Robert Oppenheimer e il coordinamento gestionale-amministrativo fu affidato con pieni poteri al generale Leslie Groves; la sede direzionale fu allocata sotto copertura in un edificio di Manhattan a New York, da cui il nome in codice del Progetto. In parallelo con il lavoro sull'uranio fu svolto uno sforzo per produrre plutonio. Vennero costruiti dei reattori a Oak Ridge e nel sito di Hanford, nello stato di Washington, in cui fu irradiato l'uranio per ottenere plutonio. Dopodiché il plutonio fu separato chimicamente dall'uranio. Il tipo di arma così sviluppata si rivelò impraticabile da usare con il plutonio perciò venne ideata un'arma che utilizzasse un'implosione più sofisticata. La progettazione e realizzazione di questa nuova arma venne condotta nel principale laboratorio di ricerca e sviluppo a Los Alamos, nel Nuovo Messico.
L'intera faccenda era incentrata sullo sviluppo delle tecnologie per realizzare un ordigno atomico e sulla produzione di quantità sufficienti di materiale fissile di adeguata purezza. Per arrivare a questo risultato furono seguite due strade parallele, che portarono alla produzione di due diversi tipi di bomba nei laboratori nazionali di Los Alamos. Subito dopo il bombardamento del Giappone, il governo degli Stati Uniti d'America pubblicò il "Rapporto Smyth" che spiegava la storia del Progetto Manhattan. In esso non si faceva cenno al fatto che le due bombe nucleari sganciate fossero basate su tecnologie e combustibili diversi.
Il metodo dell'implosione, ad esempio, fu conservato come segreto militare fino alla testimonianza di David Greenglass contro Julius ed Ethel Rosenberg nel 1951 e le fotografie delle prime bombe realizzate furono declassificate e rese pubbliche solo negli anni sessanta. Assieme ai progetti crittografici condotti a Bletchley Park in Inghilterra, ad Arlington Hall e al Naval Communications Annex di Washington, D.C., e allo sviluppo del radar ai Radiation Lab del MIT di Boston, il Progetto Manhattan fu una delle principali imprese tecnologiche realizzate durante il secondo conflitto mondiale.

## Bombe atomiche prodotte

### Considerazioni generali
Furono quattro le bombe atomiche fabbricate nell'ambito del Progetto Manhattan. Tutti questi congegni furono sviluppati principalmente al Los Alamos National Laboratory e allestiti durante la primavera del 1945. I disegni originali sono secretati; tuttavia si hanno ugualmente molte informazioni sui loro principali componenti costitutivi.

### The Gadget
La prima bomba realizzata (chiamata con il nome in codice di "The Gadget", in italiano "l'arnese") fu fatta esplodere con successo nel primo test nucleare (il "Trinity") nel deserto del New Mexico presso Jornada del Muerto. Tale dispositivo era un prototipo
servito a testare la
tecnologia basata sull'uso del plutonio come materiale fissile per la realizzazione delle prime armi nucleari.

### Little Boy
La seconda bomba costruita, la Mk.1 (nome in codice "Little Boy", in italiano "ragazzino"), fu anche la prima arma nucleare della storia a essere stata utilizzata in un conflitto attraverso il bombardamento di Hiroshima durante gli ultimi giorni della seconda guerra mondiale. La bomba utilizzava l'uranio 235 come materiale fissile. Contrariamente alle bombe al plutonio non venne effettuato alcun test con prototipo perché le caratteristiche del materiale fissile e la maggiore semplicità nella procedura di innesco dell'esplosione rendevano teoricamente prevedibile il successo dell'esplosione.

### Fat Man
La terza bomba approntata fu la Model 1561 (Mk.2) dal criptonimo di "Fat Man" (in italiano "uomo grasso", nome che per altro viene usato per indicare genericamente anche le prime bombe basate sul medesimo progetto) che, al pari di "Little Boy", trovò anch'essa un'applicazione militare come secondo e ultimo ordigno nucleare mai adoperato in combattimento con l'incursione su Nagasaki che pose termine al secondo conflitto mondiale data la resa del Giappone oramai in crisi e non in grado di reggere un ipotetico terzo attacco.

### Il quarto dispositivo
Non vi sono dettagli invece sulla quarta bomba ma Groves e Oppenheimer avevano avvisato il Dipartimento della Guerra statunitense di avere disponibile per il 12 agosto 1945 un ulteriore nocciolo di plutonio (quello che venne poi soprannominato "demon core") con il quale predisporre eventualmente una seconda "Fat Man".

## Nella cultura di massa
Tra le più note pellicole riguardanti, in tutto o in parte, il Progetto Manhattan si possono annoverare le seguenti:
- La morte è discesa a Hiroshima (The Beginning or the End), Stati Uniti d'America 1947, regia di Norman Taurog;
- La battaglia per la bomba atomica (La Bataille de l'eau lourde), Francia-Norvegia 1948, regia di Jean Dréville e Titus Viebe-Muller;
- Il prezzo del dovere (Above and Beyond), Stati Uniti d'America 1952, regia di Melvin Frank e Norman Panama;
- Gli eroi di Telemark (The Heroes of Telemark), Gran Bretagna e Irlanda del Nord 1965, regia di Anthony Mann;
- Enola Gay (Enola Gay: the Men, the Mission, the Atomic Bomb), film per la Tv, Stati Uniti d'America 1980, regia di David Lowell Rich;
- I giorni dell'atomica (Day One), film per la Tv, Stati Uniti d'America-Canada 1989, col, regia di Joseph Sargent, liberamente tratto dal libro di Richard Rhodes L'invenzione della bomba atomica;
- L'ombra di mille soli (Fat Man and Little Boy), Stati Uniti d'America 1990, regia di Roland Joffé;
- Hiroshima inferno di cenere (Hiroshima: Out of the Ashes), film per la Tv, Stati Uniti d'America 1990, regia di Peter Werner;
- USS Indianapolis (USS Indianapolis: Men of Courage), Stati Uniti d'America 2016, regia di Mario Van Peebles;
- Red Joan, Gran Bretagna e Irlanda del Nord 2018, regia di Trevor Nunn;
- Le avventure di un matematico, (Geniusze), Polonia 2020, regia di Thorsten Klein;
- Oppenheimer, Stati Uniti d'America e Regno Unito 2023, regia di Christopher Nolan.

Molti anche i documentari, con una menzione speciale a:
- The Decision to Drop the Bomb, documentario della NBC prodotto da Fred Freed e trasmesso nel 1965.
- Hanford (Hanford Costruzione della bomba), Stati Uniti d'America 2013, col., 58' - documentario sugli impianti e la città segreta nello stato di Washington fondata nel 1943 per la produzione del plutonio delle bombe di Alamogordo e Nagasaki e poi dell'arsenale atomico statunitense fino al 1963, di Nadine Jelsing, prodotto da Oregon Public Broadcasting e Oregon Historical Society nel 2013 (versione in italiano periodicamente trasmessa da Rai Storia).

Tra le serie televisive si possono annoverare:
- Oppenheimer, miniserie televisiva di sette episodi prodotta dalla BBC nel 1980 e basata sulla vita di Robert Oppenheimer (interpretato da Sam Waterston);
- Nuclear Secrets, miniserie televisiva di cinque più due episodi, Gran Bretagna e Irlanda del Nord 2007, regia di Nat Sharman;
- Manhattan, serie televisiva statunitense ideata da Sam Shaw e trasmessa per due stagioni, dal 27 luglio 2014 al 15 dicembre 2015, dalla rete via cavo WGN America.

Per quanto invece concerne la musica, nel 1985 i Rush hanno pubblicato il motivo Manhattan Project, incluso nell'album Power Windows, mentre il cantautore italiano Marco Ongaro ha scritto nel 2004 una canzone, inserita nella raccolta omonima, dal titolo Esplosioni nucleari a Los Alamos. Nel 1980 gli OMD estrassero dall'album Organization il singolo Enola Gay. Nel 2006 gli Iron Maiden pubblicano l'album A Matter of Life and Death che contiene il brano intitolato Brighter than a thousand suns che parla del Trinity Test; nel brano viene citato Robert Oppenheimer.
In ambito videoludico, il progetto Manhattan è citato nella saga di Metal Gear Solid: uno dei protagonisti, Otacon, si riferisce a suo nonno come uno dei partecipanti a tale progetto, e a suo padre che nacque il giorno del bombardamento di Hiroshima. Quest'ultimo, che non è altri che Huey Emmerich, è nato con una malformazione alla spina dorsale e alle gambe proprio per il coinvolgimento del padre nel progetto.
Un riferimento al progetto e alla bomba atomica è presente all'interno della miniserie a fumetti Watchmen di Alan Moore e Dave Gibbons; uno dei personaggi è soprannominato Dottor Manhattan, con plausibile riferimento al fatto che il dottor Jonathan "Jon" Osterman (vero nome del supereroe) avrebbe acquisito i propri poteri in seguito a un incidente di laboratorio; la sua figura ricorderebbe dunque quella di Oppenheimer (anch'egli fisico-ricercatore) e il suo incidente rifletterebbe i rischi legati alla sperimentazione atomica e subatomica. Nell'omonima trasposizione cinematografica, inoltre, i suoi poteri semi-divini non sono rappresentati solo in chiave positiva, ma altresì come armi di distruzione di massa (metafora allegorica del potenziale distruttivo messo a disposizione degli Stati Uniti nella Seconda Guerra Mondiale e nella guerra fredda) e, in alcune scene, viene fatta allusione che un'eccessiva vicinanza fisica alla sua persona favorirebbe l'insorgenza di carcinomi (riferimento alle radiazioni e alla proliferazione di masse tumorali nelle zone sottoposte a nuclearizzazione).
Sempre a livello di citazioni, nell'episodio 22 della seconda stagione della serie The Big Bang Theory, Leonard, alla prepotente affermazione di Howard secondo cui il suo progetto di gabinetto spaziale fa parte di informazioni "classificate" (ossia riservate), risponde ironicamente che lo è quanto il progetto Manhattan. Nella stessa serie, ci sono molti riferimenti al Progetto Manhattan. È citato anche nel telefilm Pretty Little Liars nell'episodio 5x02 da Ashley Marin, alla scoperta che Alison di Laurentis è viva. Una parte del progetto viene inoltre raccontata nel libro L'inverno del mondo di Ken Follett.